# Martyna Sztaba
Martyna Sztaba (ur. 1984) – CEO i współzałożycielka start-upu Syntoil, który zajmuje się oczyszczaniem karbonizatu z pirolizy zużytych opon do postaci sadzy technicznej. W 2019 roku Syntoil zajął II miejsce w globalnym konkursie Chivas Venture dla start-upów zaangażowanych w rozwiązywanie problemów klimatycznych i społecznych. 
Wraz z Anną Piętą współprowadzi podcast Muda Talks o zrównoważonym rozwoju. Gośćmi podcastu byli m.in. Marta Dymek, Extinction Rebellion, Grzegorz Łapanowski, Kacper Pobłocki i Marcin Popkiewicz. 
W latach 2012–2013 była współwłaścicielką Tari Bari Bistro w Łodzi i prowadziła program telewizyjny Mapa Kultury w TVP Łódź.
W latach 2010–2012 była rzeczniczką prasową Muzeum Sztuki w Łodzi i prowadziła galerię i wydawnictwo Delikatesy 2009–2010.
W latach 2007–2009 była szefową Korporacji Ha!art i em przy Fundacji Krakowska Alternatywa, kuratorką, redaktorką. Była wydawczynią między innymi Marty Dzido, Sylwii Chutnik, Bożeny Umińskiej-Keff. 
W latach 2003–2004 studiowała polonistykę i historię sztuki na Uniwersytecie Jagiellońskim od 2004, gdzie napisała pracę magisterską o malarstwie Franciszki Themerson. Studiowała organizację produkcji filmowej i telewizyjnej w Państwowej Wyższej Szkole Filmowej, Telewizyjnej i Teatralnej im. Leona Schillera w Łodzi i public relations i komunikowanie strategiczne na SGH w Warszawie.
Od 2004 była prezeską Sekcji Sztuki Współczesnej Koła Naukowego Studentów Historii Sztuki UJ. 
Jako kuratorka debiutowała w 2006 roku w ramach Sekcji Sztuki Współczesnej wystawą „Monitoring” wraz z Małgorzatą Mleczko. Razem z Anką Sasnal, zrobiły wystawę „Moja matka nie jest boska” na wystawie Bunkier Sztuki w 2008 roku. Z Dawidem Radziszewskim z poznańskiej galerii Pies współkuratorowała wystawę „Książka w sztuce i kulturze polskiej”.
W 2007 roku została nominowana przez prof. Joannę Tokarską-Bakir do nagrody „Polka 2006” przyznawanej przez Wysokie Obcasy.
Pochodzi ze Srebrnej Góry, mieszka w Warszawie.